# Woodstock (Nuevo Hampshire)
Woodstock es un pueblo ubicado en el condado de Grafton en el estado estadounidense de Nuevo Hampshire. En el Censo de 2010 tenía una población de 1.374 habitantes y una densidad poblacional de 8,96 personas por km².

## Geografía
Woodstock se encuentra ubicado en las coordenadas 44°00′00″N 71°42′52″O / 44.00000, -71.71444. Según la Oficina del Censo de los Estados Unidos, Woodstock tiene una superficie total de 153.4 km², de la cual 151.98 km² corresponden a tierra firme y (0.93%) 1.42 km² es agua.

## Demografía
Según el censo de 2010, había 1.374 personas residiendo en Woodstock. La densidad de población era de 8,96 hab./km². De los 1.374 habitantes, Woodstock estaba compuesto por el 96.87% blancos, el 0.07% eran afroamericanos, el 0.22% eran amerindios, el 0.87% eran asiáticos, el 0.07% eran isleños del Pacífico, el 0.07% eran de otras razas y el 1.82% pertenecían a dos o más razas. Del total de la población el 0.29% eran hispanos o latinos de cualquier raza.